# Flugvikt i fristil i brottning vid olympiska sommarspelen 1988
Herrarnas brottningsturnering i fristil i viktklassen flugvikt vid olympiska sommarspelen 1988 avgjordes i Seongnam i Sangmu Gymnasium.

## Medaljörer
| Klass    | Guld                 | Silver                      | Brons                            |
| Flugvikt | Mitsuru Sato · Japan | Šaban Trstena · Jugoslavien | Vladimir Toguzov · Sovjetunionen |

## Resultat
- TO — Vinst genom fall
- SP — Vinst genom överlägsenhet, 12-14 poängs skillnad, förloraren med poäng
- SO — Vinst genom överlägsenhet, 12-14 poängs skillnad, förloraren utan poäng
- ST — Vinst genom teknisk överlägsenhet, 15 poäng skillnad
- PP — Vinst genom poäng, förloraren med tekniska poäng
- PO — Vinst genom poäng, förloraren utan tekniska poäng
- PA — Vinst genom att motståndaren skadas
- DQ — Vinst genom förverkande
- D2 — Båda brottarna diskvalificerade på grund av passivitet  (0-0 poäng)
- DNA — Dök inte upp
- L — Förluster
- ER — Elimineringsrunda
- CP — Klassificeringspoäng
- TP — Tekniska poäng

- PA — Vinst genom att motståndaren skadats

### Elimineringsrunda

#### Pool A
| L        |                             | CP        | TP       |                             | L        |          |
| Omgång 1 | Omgång 1                    | Omgång 1  | Omgång 1 | Omgång 1                    | Omgång 1 | Omgång 1 |
| -------- | --------------------------- | --------- | -------- | --------------------------- | -------- | -------- |
| 0        | Majid Torkan (IRI)          | 4-0 ST    | 15-0     | Lo Chao-Cheng (TPE)         | 1        |          |
| 1        | Christopher Woodcroft (CAN) | 0-4 ST    | 0-16     | Vladimir Toguzov (URS)      | 0        |          |
| 0        | Aslan Seyhanlı (TUR)        | 4-0 ST    | 15-0     | Surya Saputera (INA)        | 1        |          |
| 1        | Garba Lame (NGR)            | 0-4 TF    | 5:18     | Władysław Stecyk (POL)      | 0        |          |
| 0        | Bernardo Olvera (MEX)       | 4-0 TF    | 2:41     | Edvin-Eduardo Vásquez (GUA) | 1        |          |
| 1        | Kenneth Chertow (USA)       | 1-3 PP    | 1-5      | Thierry Bourdin (FRA)       | 0        |          |
| 0        | Valentin Yordanov (BUL)     | 4-0 TF    | 2:02     | Carlos Negron (PUR)         | 1        |          |
| 1        | Oushane Diallo (GUI)        | 0-4 ST    | 0-15     | Šaban Trstena (YUG)         | 0        |          |
| Omgång 2 |                             |           |          |                             |          |          |
| 0        | Majid Torkan (IRI)          | 4-0 TF    | 5:42     | Christopher Woodcroft (CAN) | 2        |          |
| 2        | Lo Chao-Cheng (TPE)         | 0-4 TF    | 0:42     | Vladimir Toguzov (URS)      | 0        |          |
| 0        | Aslan Seyhanlı (TUR)        | 4-0 ST    | 16-1     | Garba Lame (NGR)            | 2        |          |
| 2        | Surya Saputera (INA)        | 0-4 TF    | 1:48     | Władysław Stecyk (POL)      | 0        |          |
| 1        | Bernardo Olvera (MEX)       | 1-3 PP    | 7-10     | Kenneth Chertow (USA)       | 1        |          |
| 2        | Edvin-Eduardo Vásquez (GUA) | 0-4 ST    | 0-16     | Thierry Bourdin (FRA)       | 0        |          |
| 0        | Valentin Yordanov (BUL)     | 4-0 ST    | 17-1     | Oushane Diallo (GUI)        | 2        |          |
| 2        | Carlos Negron (PUR)         | 0-4 ST    | 1-16     | Šaban Trstena (YUG)         | 0        |          |
| Omgång 3 |                             |           |          |                             |          |          |
| 1        | Majid Torkan (IRI)          | 1-3 PP    | 2-4      | Vladimir Toguzov (URS)      | 0        |          |
| 0        | Aslan Seyhanlı (TUR)        | 3-1 PP    | 8-4      | Władysław Stecyk (POL)      | 1        |          |
| 2        | Bernardo Olvera (MEX)       | 0-3 P1    | 5:08     | Thierry Bourdin (FRA)       | 0        |          |
| 2        | Kenneth Chertow (USA)       | .5-3.5 SP | 6-19     | Valentin Yordanov (BUL)     | 0        |          |
| 0        | Šaban Trstena (YUG)         |           |          | Bye                         |          |          |
| Omgång 4 |                             |           |          |                             |          |          |
| 0        | Šaban Trstena (YUG)         | 4-0 PA    | 0:21     | Majid Torkan (IRI)          | 2        |          |
| 0        | Vladimir Toguzov (URS)      | 3-1 PP    | 5-4      | Aslan Seyhanlı (TUR)        | 1        |          |
| 1        | Władysław Stecyk (POL)      | 3-1 PP    | 6-2      | Thierry Bourdin (FRA)       | 1        |          |
| 0        | Valentin Yordanov (BUL)     |           |          | Bye                         |          |          |
| Omgång 5 |                             |           |          |                             |          |          |
| 1        | Valentin Yordanov (BUL)     | 1-3 PP    | 5-11     | Šaban Trstena (YUG)         | 0        |          |
| 0        | Vladimir Toguzov (URS)      | 4-0 ST    | 17-1     | Władysław Stecyk (POL)      | 2        |          |
| 1        | Aslan Seyhanlı (TUR)        | 3-1 PP    | 3-2      | Thierry Bourdin (FRA)       | 2        |          |
| Omgång 6 |                             |           |          |                             |          |          |
| 2        | Valentin Yordanov (BUL)     | .5-3.5 SP | 1-14     | Vladimir Toguzov (URS)      | 0        |          |
| 0        | Šaban Trstena (YUG)         | 3-1 PP    | 7-3      | Aslan Seyhanlı (TUR)        | 2        |          |
| Omgång 7 |                             |           |          |                             |          |          |
| 0        | Šaban Trstena (YUG)         | 3-0 PO    | 3-0      | Vladimir Toguzov (URS)      | 1        |          |

| Brottare                    | L | ER | CP   |
| --------------------------- | - | -- | ---- |
| Šaban Trstena (YUG)         | 0 | -  | 21   |
| Vladimir Toguzov (URS)      | 1 | -  | 21.5 |
| Aslan Seyhanlı (TUR)        | 2 | 6  | 16   |
| Valentin Yordanov (BUL)     | 2 | 6  | 13   |
| Władysław Stecyk (POL)      | 2 | 5  | 12   |
| Thierry Bourdin (FRA)       | 2 | 5  | 12   |
| Majid Torkan (IRI)          | 2 | 4  | 9    |
| Bernardo Olvera (MEX)       | 2 | 3  | 5    |
| Kenneth Chertow (USA)       | 2 | 3  | 4.5  |
| Oushane Diallo (GUI)        | 2 | 2  | 0    |
| Garba Lame (NGR)            | 2 | 2  | 0    |
| Carlos Negron (PUR)         | 2 | 2  | 0    |
| Christopher Woodcraft (CAN) | 2 | 2  | 0    |
| Lo Chao-Cheng (TPE)         | 2 | 2  | 0    |
| Edvin-Eduardo Vásquez (GUA) | 2 | 2  | 0    |
| Surya Saputera (INA)        | 2 | 2  | 0    |

#### Pool B
| L        |                                | CP       | TP       |                                | L        |          |
| Omgång 1 | Omgång 1                       | Omgång 1 | Omgång 1 | Omgång 1                       | Omgång 1 | Omgång 1 |
| -------- | ------------------------------ | -------- | -------- | ------------------------------ | -------- | -------- |
| 1        | Florentino Tirante (PHI)       | 0-4 TF   | 0:16     | László Bíró (HUN)              | 0        |          |
| 1        | Nguyen Kim Huong (VIE)         | 0-4 ST   | 3-18     | Kuldeep Singh (IND)            | 0        |          |
| 1        | Lamachi Elimu (KEN)            | 0-4 TF   | 1:11     | Oscar Muñoz (COL)              | 0        |          |
| 0        | Tserenbaataryn Enkhbayar (MGL) | 3-1 PP   | 12-7     | Fayadh Minati (IRQ)            | 1        |          |
| 1        | Xu Jihua (CHN)                 | 1-3 PP   | 8-15     | Kim Jong-Oh (KOR)              | 0        |          |
| 0        | Mitsuru Sato (JPN)             | 4-0 TF   | 0:45     | Jihad Sharif (JOR)             | 1        |          |
| 0        | Ahmad Naseer (AFG)             | 3-1 PP   | 7-3      | Herbert Tutsch (FRG)           | 1        |          |
| 0        | Anthony Morris (GBR)           |          |          | DNA                            |          |          |
| Omgång 2 |                                |          |          |                                |          |          |
| 2        | Florentino Tirante (PHI)       | 0-4 TF   | 2:02     | Nguyen Kim Huong (VIE)         | 1        |          |
| 0        | László Bíró (HUN)              | 3-1 PP   | 11-5     | Kuldeep Singh (IND)            | 1        |          |
| 2        | Lamachi Elimu (KEN)            | 0-4 TF   | 1:02     | Tserenbaataryn Enkhbayar (MGL) | 0        |          |
| 0        | Oscar Muñoz (COL)              | 3-1 PP   | 8-1      | Fayadh Minati (IRQ)            | 2        |          |
| 2        | Xu Jihua (CHN)                 | 0-4 TF   | 4:02     | Mitsuru Sato (JPN)             | 0        |          |
| 0        | Kim Jong-Oh (KOR)              | 3-1 PP   | 8-5      | Ahmad Naseer (AFG)             | 1        |          |
| 2        | Jihad Sharif (JOR)             | 0-4 TF   | 2:16     | Herbert Tutsch (FRG)           | 1        |          |
| Omgång 3 |                                |          |          |                                |          |          |
| 0        | László Bíró (HUN)              | 3-0 P1   | 4:16     | Nguyen Kim Huong (VIE)         | 2        |          |
| 1        | Kuldeep Singh (IND)            | 3-1 PP   | 12-6     | Oscar Muñoz (COL)              | 1        |          |
| 1        | Tserenbaataryn Enkhbayar (MGL) | 1-3 PP   | 3-11     | Kim Jong-Oh (KOR)              | 0        |          |
| 0        | Mitsuru Sato (JPN)             | 4-0 TF   | 1:44     | Ahmad Naseer (AFG)             | 2        |          |
| 1        | Herbert Tutsch (FRG)           |          |          | Bye                            |          |          |
| Omgång 4 |                                |          |          |                                |          |          |
| 2        | Herbert Tutsch (FRG)           | 0-4 TF   | 1:14     | László Bíró (HUN)              | 0        |          |
| 2        | Kuldeep Singh (IND)            | 1-3 PP   | 9-16     | Tserenbaataryn Enkhbayar (MGL) | 1        |          |
| 2        | Oscar Muñoz (COL)              | 1-3 PP   | 4-12     | Kim Jong-Oh (KOR)              | 0        |          |
| 0        | Mitsuru Sato (JPN)             |          |          | Bye                            |          |          |
| Omgång 5 |                                |          |          |                                |          |          |
| 0        | Mitsuru Sato (JPN)             | 4-0 TF   | 0:53     | Tserenbaataryn Enkhbayar (MGL) | 2        |          |
| 0        | László Bíró (HUN)              | 3-1 PP   | 8-4      | Kim Jong-Oh (KOR)              | 1        |          |
| Omgång 6 |                                |          |          |                                |          |          |
| 0        | Mitsuru Sato (JPN)             | 4-0 TF   | 2:55     | László Bíró (HUN)              | 1        |          |
| 1        | Kim Jong-Oh (KOR)              |          |          | Bye                            |          |          |
| Omgång 7 |                                |          |          |                                |          |          |
| 2        | Kim Jong-Oh (KOR)              | 0-4 ST   | 0-15     | Mitsuru Sato (JPN)             | 0        |          |
| 1        | László Bíró (HUN)              |          |          | Bye                            |          |          |

| Brottare                       | L | ER | CP |
| ------------------------------ | - | -- | -- |
| Mitsuru Sato (JPN)             | 0 | -  | 24 |
| László Bíró (HUN)              | 1 | -  | 17 |
| Kim Jong-Oh (KOR)              | 2 | 7  | 13 |
| Tserenbaataryn Enkhbayar (MGL) | 2 | 5  | 11 |
| Kuldeep Singh (IND)            | 2 | 4  | 9  |
| Oscar Muñoz (COL)              | 2 | 4  | 9  |
| Herbert Tutsch (FRG)           | 2 | 4  | 5  |
| Ahmad Naseer (AFG)             | 2 | 3  | 4  |
| Nguyen Kim Huong (VIE)         | 2 | 3  | 4  |
| Fayadh Minati (IRQ)            | 2 | 2  | 2  |
| Xu Jihua (CHN)                 | 2 | 2  | 1  |
| Jihad Sharif (JOR)             | 2 | 2  | 0  |
| Lamachi Elimu (KEN)            | 2 | 2  | 0  |
| Florentino Tirante (PHI)       | 2 | 2  | 0  |
| Anthony Morris (GBR)           | 0 | 0  | 0  |

### Slutkamper
|                         | CP        | TP        |                                |           |
| 7:e plats               | 7:e plats | 7:e plats | 7:e plats                      | 7:e plats |
| ----------------------- | --------- | --------- | ------------------------------ | --------- |
| Valentin Yordanov (BUL) | 0-4 PA    |           | Tserenbaataryn Enkhbayar (MGL) |           |
| 5:e plats               |           |           |                                |           |
| Aslan Seyhanlı (TUR)    | 3-1 PP    | 5-4       | Kim Jong-Oh (KOR)              |           |
| Bronsmatch              |           |           |                                |           |
| Vladimir Toguzov (URS)  | 3.5-.5 SP | 14-1      | László Bíró (HUN)              |           |
| Final                   |           |           |                                |           |
| Šaban Trstena (YUG)     | 1-3 PP    | 2-13      | Mitsuru Sato (JPN)             |           |